# Huvudstaden Rom (storstadsregion)
Huvudstaden Rom är en av Italiens storstadsregioner. Den inbegriper staden (kommunen) Rom samt 121 andra kommuner. Storstadsregionen, som inrättades 1 januari 2015 från den tidigare provinsen Rom, har cirka 4,3 miljoner invånare.

## Kommuner med flest invånare
| Comune              | Population |
| ------------------- | ---------- |
| Rom                 | 2,866,733  |
| Guidonia Montecelio | 88,238     |
| Fiumicino           | 75,378     |
| Pomezia             | 61,207     |
| Tivoli              | 56,568     |
| Anzio               | 53,760     |
| Velletri            | 52,998     |
| Civitavecchia       | 52,942     |
| Ardea               | 48,495     |
| Nettuno             | 48,346     |